# Ernst Joachim Schlieper
Ernst Joachim Schlieper (* 4. März 1912 in Dortmund; † 5. Oktober 1965 in Bremen) war ein deutscher Schauspieler, Hörspielsprecher und Regisseur.

## Leben und Wirken
Ernst Joachim Schlieper wurde als Sohn des Oberingenieurs Ernst Schlieper und dessen Frau Luise Poplawsky geboren. Bis 1932 war er zunächst als Gutsinspektor tätig. Im Anschluss erhielt er die Schauspielausbildung bei Elsa Wagner in Berlin. Er debütierte 1936 am Staatstheater in Stuttgart. Ein weiteres Engagement führte ihn im Anschluss an die Schlesische Landesbühne in Brieg (1937–1939). Nach Ableisten des Wehrdienstes wurde er von 1942 bis 1944 Oberspielleiter am Stadttheater in Harburg und später in Marburg an der Drau. Nach Ende des Zweiten Weltkriegs nahm er seine Bühnentätigkeit wieder auf und spielte ab 1945 zunächst am Stadttheater in Sonneberg und dann an dem Landestheater in Meiningen.
Schlieper wirkte zudem in einigen Filmproduktionen mit. Darunter befanden sich 1939 Befreite Hände von Hans Schweikart mit Brigitte Horney, Ewald Balser und Olga Tschechowa und 1942 der Sportfilm Das große Spiel von Robert Adolf Stemmle mit René Deltgen, Gustav Knuth, Heinz Engelmann und Josef Sieber. Im Jahr 1947 war er in dem Spielfilm Jan und die Schwindlerin (produziert 1943/1944) von Hans Weißbach zu sehen, der als sogenannter Überläufer erst nach dem Krieg uraufgeführt wurde. Neben ihm spielten Walther Suessenguth, Gerti Soltau und Herbert Tiede.
Zudem konnte man ihn in den 1950er Jahren auch als Sprecher in Hörspielproduktionen von Radio Bremen hören.
Von 1954 bis zu seinem Tod war Ernst Joachim Schlieper mit Charlotte Wurth verheiratet. Er starb 1965 im Diakonie-Krankenhaus Bremen.

## Filmografie
- 1939: Befreite Hände
- 1942: Das große Spiel
- 1943/47: Jan und die Schwindlerin

## Hörspiele (Auswahl)
- 1954: Folke Mellvig: Urlaub auf Raten – Regie: Hannes Krüger – Radio Bremen
- 1955: Helene Schmoll: Die Chamäleondame – Regie: Günter Siebert – Radio Bremen
- 1955: Tormod Skagestad: Mond über dem Fjord – Regie: Oswald Döpke – Radio Bremen
- 1955: Achim von Arnim: Der Invalide auf dem Fort Ratonneau – Regie: Paul Henn – Radio Bremen
- 1955: Karl Richard Tschon: Herr Kugler konnte nicht Schicksal spielen – Regie: Walter Jokisch – Radio Bremen
- 1955: Dieter Rohkohl: Die Nacht vor dem Urteil – Regie: Günter Siebert – Radio Bremen
- 1956: Günter Rudorf: Die Straße von Formosa – Regie: Carl Nagel – Radio Bremen
- 1956: Eberhard Steinhoff: Ein Weg zum Ruhm – Regie: Otto Kurth – Radio Bremen
- 1956: Erna Graffe: Dat geiht um Vollmershoff (Fritz Döring) – Regie: Wolfgang Harprecht – Radio Bremen